# Борьба гигантов
«Борьба́ гига́нтов» (укр. Боротьба велетнів) — советский немой чёрно-белый художественный фильм 1926 года (второе название: «Машина двух миров»), снятый режиссером Виктором Туриным на студии ВУФКУ в Ялте. Премьерный показ состоялся 9 марта 1926.
Фильм снят по одноимённому роману Соломона Лазурина, ранее считался утраченным.

## Сюжет
Инженер Куртниц сконструировал новую машину, которая может заменить труд многих рабочих. Две мощные компании миллиардеров Рингдаля и Дюка устанавливают машину, внедрение которой вызвало увольнение многих рабочих. На заводах начинаются забастовки. Инженер Ребек, соперник Куртница, создал еще более совершенную машину, заменившую труд тысяч рабочих. Ребек также получает и дочь миллиардера Рингдаля, покидающую Куртница. Возникает всеобщая забастовка рабочих, понимающих, что нужно бороться не с машинами, а с их хозяевами.

## Критика
Современные исследователи советского киноискусства отмечают, что «Борьба великанов» была типичным советским агитационным фильмом 1920-х годов. Так, советский и израильский киновед Семён Черток отмечал, что в фильме нет
ни живых человеческих характеров, ни сколько-нибудь конкретного изображения действительности [...]: топорная прямолинейность принята здесь как условие киноигры, как сознательная задача.
Ему вторил автор биографии Виктора Турина Мирон Черненко, замечая, что «Борьба гигантов»
идеологически, драматургически, нравственно ничем не отличалась от своих многочисленных экранных близнецов, почти буквально повторяя ситуации-знаки, характеры-знаки, конфликты-знаки, апофеозы-знаки.

## В ролях
- К. Платонов — Макс Рингдаль, глава треста
- Ася Додонова — Эмилия, дочь Рингдаля
- Лео Негри — Ребек, инженер
- Георгий Спранце — Георг Куртниц, инженер
- Иван Лагутин — Кибас, заводской мастер
- Б. Гончаров — Иоганн Дюк, фабрикант
- Александр Долинин — Ганс Мюллер, рабочий
- Александр Грызунов — Якоб Мюллер, рабочий, брат Ганса
- Фёдор Дробинин — Райт, коммунист
- Александр Арбо — Кергельс, смотритель
- Нина Шатерникова — Майка Корн, работница
- Анна Аграммова — мать Майки
- Олег Олегов — Карл Гардель, фабрикант
- Евгений Грязнов — товарищ Райта
- Гавриил Маринчак — товарищ Якоба
- Жеребцов — Тарас
- Амбургер — Дейнгоф
- Г. Зосимов — коммунист
- Татьяна Шкляр — 1-й делегат
- Константин Ефимов — 2-й делегат
- Николай Надемский — рабочий